# Carl Emil zu Rantzau

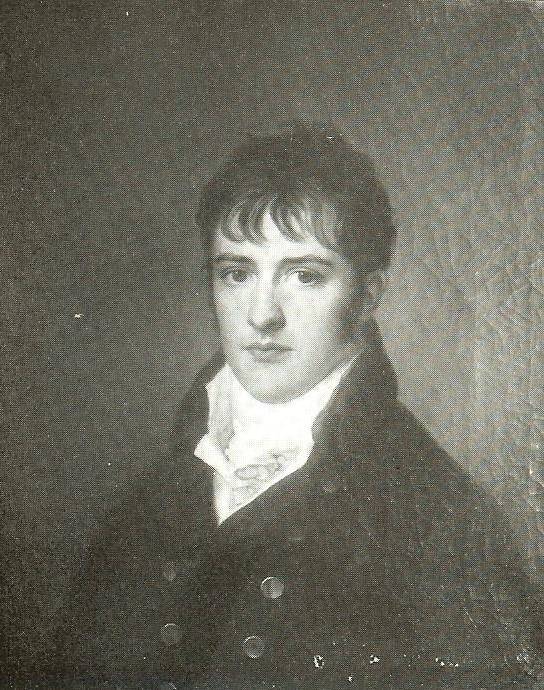
Carl Emil zu Rantzau, Porträt von Friedrich Carl Gröger

Reichsgraf Carl Emil zu Rantzau(-Rastorf), auch Carl Æmilius Rantzau (* 17. Februar 1775 in Rastorf; † 25. Oktober 1857 ebenda) war ein holsteinischer Gutsbesitzer und Abgeordneter der Holsteinischen Ständeversammlung.

## Leben
Carl Emil zu Rantzau entstammte dem holsteinischen Uradelsgeschlecht (Equites Originarii) Rantzau. Er war der zweite Sohn von Christian Emil zu Rantzau († 1777) auf Gut Rastorf, der 1774 Gut Ascheberg von Schack Carl von Rantzau erwarb, und dessen sehr viel jüngerer Ehefrau Anna Sabine, geb. von Buchwaldt (* 26. Oktober 1750 in Gudumlund, Himmerland; † 6. Januar 1829 in Osterholz, Schloss Breitenburg). Christian Detlev Karl zu Rantzau, der Begründer der Oppendorfer Linie, war sein älterer Bruder.

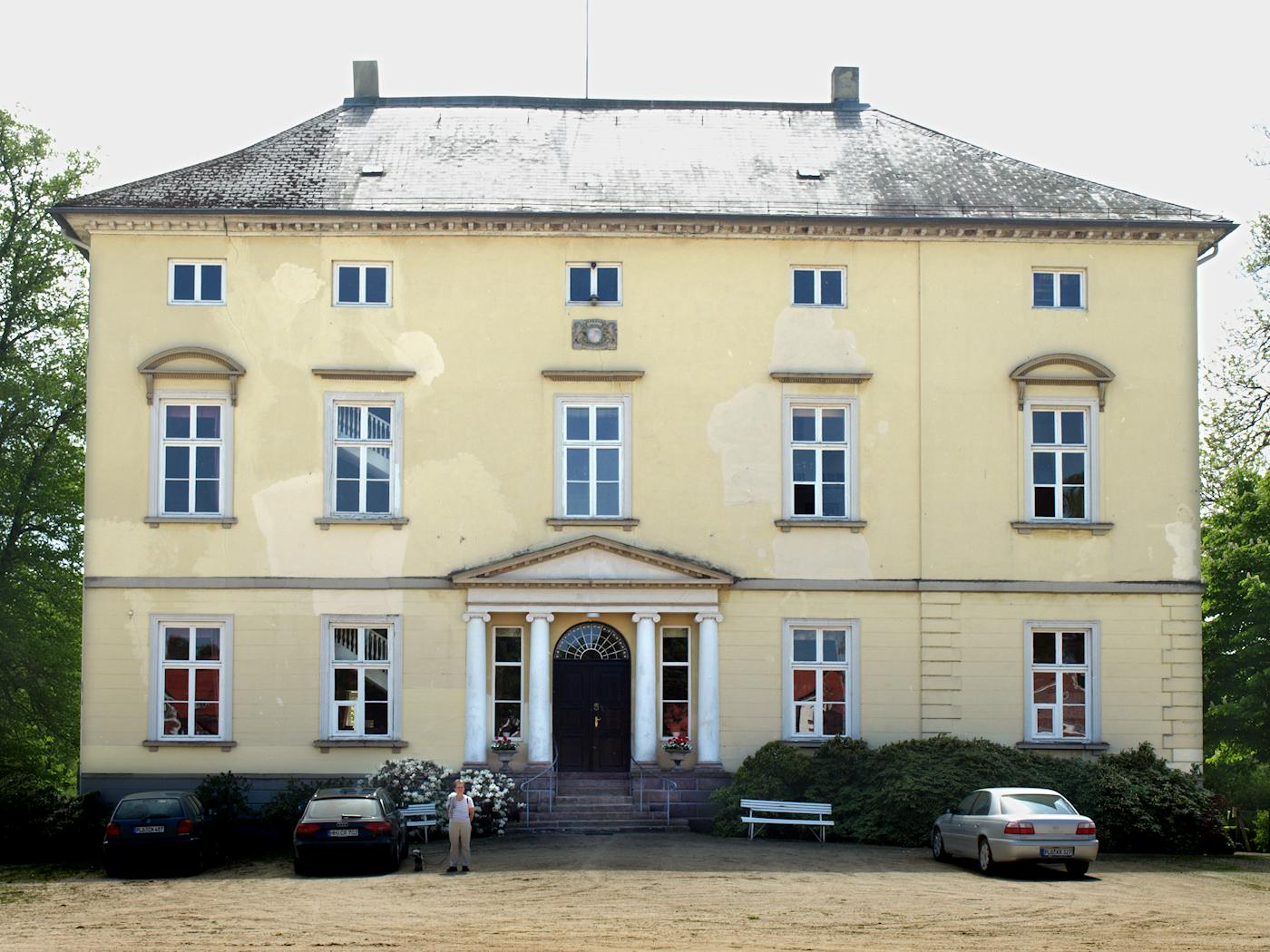
Herrenhaus Rastorf

Ab 1788 studierte er an der Universität Kiel und ab April 1790, zusammen mit seinem Bruder, an der Universität Göttingen. 1792 wurde er zum Kammerjunker ernannt und Sekondeleutnant beim dänischen Leibregiment Leichte Dragoner. 1793 wurde er Premierleutnant; 1799 schied er aus dem Heeresdienst aus. Ab 1801 kümmerte er sich um die Verwaltung der Güter Gut Rastorf und Rethwisch (Lehmkuhlen). Ab  1802 ließ er das Herrenhaus Rastorf durch einen frühklassizistischen Bau ersetzen. Planung und Anleitung lagen beim  dänischen Architekten Christian Frederik Hansen, der das neue Herrenhaus 1803 bis 1806 errichtete.
1808 ernannte ihn König Friedrich VI. zum Kammerherrn.
Von ihrer Konstituierung 1835 bis  1843 gehörte er der Holsteinischen Ständeversammlung als Deputierter der adeligen größeren Güter an. 

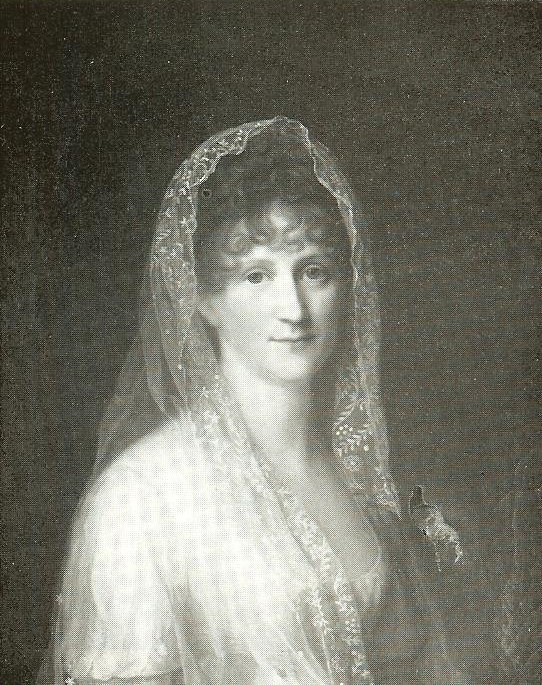
Emilie zu Rantzau, Porträt von Friedrich Carl Gröger

## Familie
Am 22. September 1794 heiratete er in Kopenhagen Emilie Hedevig Caroline, geb. Komtesse Bernstorff (* 7. November 1777 in Kopenhagen; † 12. Mai 1811 in Rastorf), eine Tochter von Andreas Peter von Bernstorff. In zweiter Ehe heiratete er am 10. Juli 1813 Luise, geb. von Witzleben (* 30. Juni 1784).
Von seinen Töchtern heiratete Agnes Louise Ferdinandine (1803–1884) Ernst zu Rantzau und Julia Luise Friederike (* 25. Juli 1808) zunächst Heinrich von Reventlow († 1841) und dann Otto von Rantzau. Er überlebte seinen Sohn Christian, und so erbte sein Enkel Emil zu Rantzau Rastorf.

## Auszeichnungen
- Dannebrogorden
  - 1817 Kommandeur
  - 1826 Dannebrogsmann
  - 1829 Großkreuz
- Titel Geheimer Konferenzrat (1828)